# Nanshan, Chongqing
Nanshan (kinesiska: 南山) är ett stadsdelsdistrikt i sydvästra Kina. Den ligger i stadsdistriktet Nan'an i storstadsområdet Chongqing, omkring 10 kilometer sydost om det centrala stadsdistriktet Yuzhong.